# Bali i hverdag og fest
Bali i hverdag og fest er en film instrueret af Aage Krarup Nielsen og Jørgen Storm-Petersen.

## Handling
Krarup Nielsens personlige rejsebeskrivelse fra Bali.